# Adam David

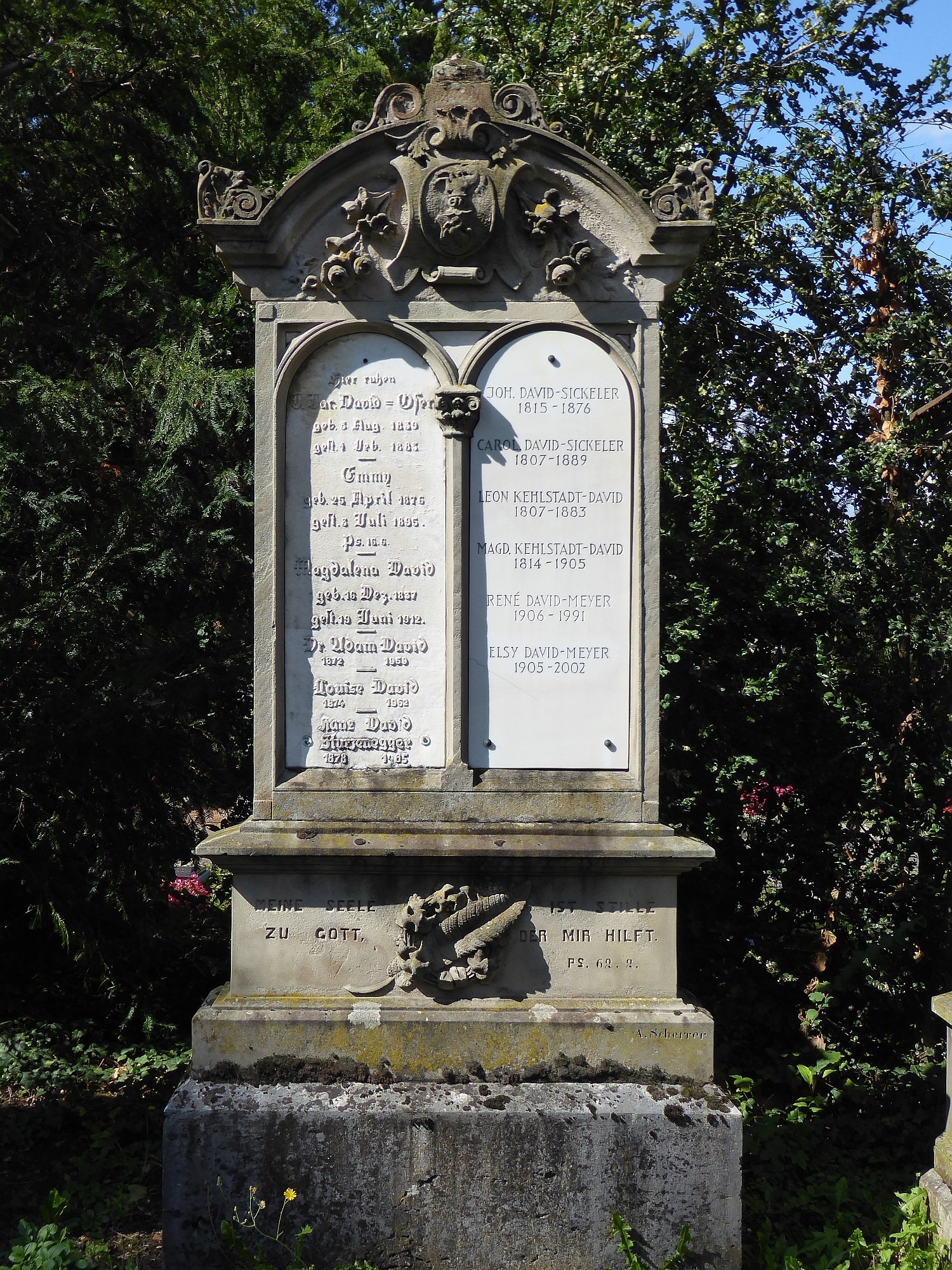
Grab auf dem Friedhof Wolfgottesacker, Basel

Adam David (* 4. Juli 1872 in Basel; † 13. September 1959 ebenda) war ein Schweizer Zoologe, Afrikaforscher, Grosswildjäger und Publizist. Er war der Bruder von Jean Jacques David, der ebenfalls Afrikaforscher war.

## Leben
David wuchs in Basel als Sohn des Kaufmanns Johann Jakob David auf. Nach der schulischen Ausbildung an der Basler Oberrealschule studierte er Agronomie an der ETH Zürich sowie Zoologie an der Universität Zürich, an der er in Zoologie doktorierte. 1897 begab er sich zu seinem Bruder nach Ägypten, wo er sich an dessen Handelsexpedition in den Sudan beteiligte. Nach vierjähriger Tätigkeit am Internationalen Gerichtshof in Kairo kehrte er 1905 in die Schweiz zurück. Ab 1908 reiste er mehrmals wieder nach Afrika, um als Grosswildjäger mit Elfenbein zu handeln; zudem vermittelte er als Tierfänger viele afrikanische Tiere an zoologische Gärten in Europa. Weiter produzierte er einen der ersten Tierdokumentarfilme in Afrika.
1916 kehrte David im Zuge des Ersten Weltkriegs nach Basel zurück und wurde Vorstandsmitglied des Basler Zoos; eine spätere Bewerbung für das Amt des Zoodirektors zog er dann selber zurück, um nach Kriegsende zahlreiche Jagdexpeditionen nach Afrika zu organisieren. Ab den 1940er-Jahren war David vor allem publizistisch tätig und wurde durch seine populäre Radiosendung „dr Dr. David verzellt“ schweizweit bekannt. In Basel hatte er zuweilen den Status eines Stadtoriginals, u. a. aufgrund seiner exzentrischen Kleidung im Stil eines Grosswildjägers.
Nach seinem Tod 1959 widmete ihm das Naturhistorische Museum Basel 1984 eine Ausstellung zu seinem Gedenken. Ansonsten geriet David größtenteils in Vergessenheit; zurückzuführen eventuell auf die jagdverherrlichenden Berichte und Fotografien des lebenslangen Junggesellen, welche ungeachtet dessen repräsentative Dokumente der damaligen Grosswildjagd darstellen.